# Río Erdre
El Erdre es un río del oeste de Francia que discurre a través de los departamentos de Maine y Loira y de Loira Atlántico. Es el último afluente de la margen derecha del río Loira. 

## Características
El Erdre nace en la laguna del Clairet, en la localidad de La Pouëze, a unos veinte kilómetros al noroeste de Angers. Desemboca en el río Loira a su paso por la ciudad de Nantes. Su longitud es de 97,4 km.
A principios del siglo XX, durante los trabajos de relleno de los brazos del Loira en Nantes, el cauce del Erdre sufrió modificaciones. Los últimos 500 metros se rellenaron con tierra y hoy en día son uno de los ejes principales de Nantes (Cours des 50-Otages). El Erdre pasa en la actualidad por el túnel de San Félix, por debajo de otra avenida principal (Cours Saint-Pierre et Saint André), antes de desembocar en el Loira a través del canal de San Félix.